# Sinsa-dong, Eunpyeong
Sinsa-dong là một dong, phường của Eunpyeong-gu ở Seoul, Hàn Quốc.

## Liên kết
- Trang chủ chính thức Eunpyeong-gu Lưu trữ ngày 15 tháng 5 năm 2013 tại Wayback Machine (tiếng Hàn)